# توره توروبرتن
توره توروبرتن (انگلیسی: Tore Torvbråten؛ زادهٔ ۲۸ ژانویهٔ ۱۹۶۸) ورزشکار کرلینگ اهل نروژ است.